# Großbach (Eger)
Der Großbach (tschechisch: Libský potok) ist ein linker Nebenbach der Eger (tschechisch: Ohře) im tschechischen Teil des Selber Forsts im Fichtelgebirge.

## Quelle
Der Großbach entspringt am Ostabfall der Hohen Wart, die ihre höchste Erhebung mit 613 m ü. NN hat.

## Verlauf
Er fließt 1,31 km auf bayrischer Seite in östliche Richtung, davon 0,23 km als Grenzbach zwischen Deutschland und Tschechien, speist auf tschechischem Gebiet zwischen Polenský les (deutsch: Hirschfelder Revier) und Libský les (deutsch: Liebensteiner Revier) verschiedene Teiche, dreht nach Süden ab, durchfließt Libá (deutsch: Liebenstein)  und mündet nach insgesamt 9,50 km östlich von Hohenberg an der Eger linksseitig in die Ohře (deutsch: Eger).

## Nutzung
Der Großbach wird durch Fischerei wirtschaftlich genutzt.

## Karte
- Bayerisches Landesvermessungsamt: UK 50-13 Naturpark Fichtelgebirge – östlicher Teil, Maßstab 1:50.000 (mit Wanderwegen)